# Víctor Camarasa
Víctor Camarasa Ferrando (Meliana, 28 maggio 1994) è un calciatore spagnolo, centrocampista svincolato.

## Caratteristiche tecniche
Gioca prevalentemente come centrocampista, si dimostra molto bravo tatticamente e anche dotato tecnicamente, possiede un ottimo tiro dalla distanza, ed è molto abile negli inserimenti senza palla.

## Carriera

### Club
Cresciuto calcisticamente tra il 2001 e il 2011, nelle giovanili del Valencia. Passa poi nel 2012 al Levante dove gioca per un anno nella squadra B. Il 7 dicembre del 2013 fa il suo esordio in prima squadra nella partita di andata di Coppa del Re contro il Recreativo Huelva. Dieci giorni più tardi segna la sua prima rete con la maglia dei Granotes, nella partita di ritorno di Coppa del Re sempre contro il Recreativo Huelva vinta per 4-0 dal Levante. Nel gennaio 2014 fa il suo debutto anche in Liga nel derby perso per 2-0 in trasferta contro il Valencia. Nella stagione successiva gioca spesso come titolare, trovando anche la sua prima rete nella massima serie spagnola, il 4 ottobre 2014 nella partita pareggiata per 3-3 in trasferta contro l'Eibar. In tre anni con la maglia del levante raccoglie globalmente 71 presenze segnando 5 reti. Nell'estate 2016 dopo la retrocessione della società rossoblu, si accasa in prestito all'Alavés società neopromossa in Liga. Con i biancoazzurri raccoglie 31 presenze in campionato segnando 3 reti.

#### Real Betis
Il 29 giugno del 2017 viene acquistato a titolo definitivo dal Betis con cui firma un contratto quadriennale. Il 18 dicembre successivo segna la sua unica rete con i biancoverdi nella vittoria per 2-0 in trasferta contro il Malaga. Con il Betis tra campionato e coppa nazionale, raccoglie 26 presenze segnando 1 rete nella stagione 2017/2018.

#### Prestiti in Premier Cardiff City e Crystal Palace
Il 9 agosto 2018 viene preso in prestito dagli inglesi del Cardiff City club neopromosso in Premier. Il 2 settembre successivo, segna una rete nella sconfitta casalinga per 3-2 contro l'Arsenal. Il 29 dicembre dello stesso anno, risulta decisiva la sua rete fuori casa contro il Leicester City (0-1) nei minuti di recupero. Disputa a livello personale, una buona annata in Inghilterra facendo registrare il suo record di marcature durante una stagione. Con i The Bluebirds gioca in tutto 33 partite segnando 5 reti, tuttavia alla fine della stagione, viene poi retrocesso con il club gallese in Championship.
Nell'agosto del 2019 passa sempre con la formula del prestito e con obbligo di riscatto, al Crystal Palace.

### Nazionale
Tra il novembre del 2014 e il marzo del 2017 ha raccolto 4 presenze senza mai segnare nella nazionale Under-21 spagnola.

## Statistiche

### Presenze e reti nei club
Statistiche aggiornate al 25 aprile 2023.
| Stagione        | Squadra          | Campionato      | Campionato | Campionato | Coppe nazionali | Coppe nazionali | Coppe nazionali | Coppe continentali | Coppe continentali | Coppe continentali | Altre coppe | Altre coppe | Altre coppe | Totale | Totale |
| Stagione        | Squadra          | Comp            | Pres       | Reti       | Comp            | Pres            | Reti            | Comp               | Pres               | Reti               | Comp        | Pres        | Reti        | Pres   | Reti   |
| --------------- | ---------------- | --------------- | ---------- | ---------- | --------------- | --------------- | --------------- | ------------------ | ------------------ | ------------------ | ----------- | ----------- | ----------- | ------ | ------ |
| 2013-2014       | Levante          | PD              | 3          | 0          | CR              | 6               | 1               | -                  | -                  | -                  | -           | -           | -           | 9      | 1      |
| 2014-2015       | Levante          | SD              | 24         | 2          | CR              | 4               | 0               | -                  | -                  | -                  | -           | -           | -           | 28     | 2      |
| 2015-2016       | Levante          | SD              | 34         | 2          | CR              | 0               | 0               | -                  | -                  | -                  | -           | -           | -           | 34     | 2      |
| Totale Levante  | Totale Levante   | Totale Levante  | 61         | 4          |                 | 10              | 1               |                    | -                  | -                  |             | -           | -           | 71     | 5      |
| 2016-2017       | Alavés           | PD              | 31         | 3          | CR              | 6               | 0               | -                  | -                  | -                  | -           | -           | -           | 37     | 3      |
| 2017-2018       | Betis            | PD              | 24         | 1          | CR              | 2               | 0               | -                  | -                  | -                  | -           | -           | -           | 26     | 1      |
| 2018-2019       | Cardiff City     | PL              | 32         | 5          | FACup+CdL       | 0+1             | 0               | -                  | -                  | -                  | -           | -           | -           | 33     | 5      |
| 2019-gen.2020   | Crystal Palace   | PL              | 1          | 0          | FACup+CdL       | 0+1             | 0               | -                  | -                  | -                  | -           | -           | -           | 1      | 0      |
| gen.-giu.2020   | Deportivo Alavés | PD              | 17         | 0          | CR              | -               | -               | -                  | -                  | -                  | -           | -           | -           | 17     | 0      |
| 2020-2021       | Betis            | PD              | 0          | 0          | CR              | 0               | 0               | -                  | -                  | -                  | -           | -           | -           | 0      | 0      |
| 2021-2022       | Betis            | PD              | 7          | 0          | CR              | -               | -               | -                  | -                  | -                  | -           | -           | -           | 7      | 0      |
| 2022-2023       | Betis            | PD              | 0          | 0          | CR              | -               | -               | UEL                | -                  | -                  | -           | -           | -           | 0      | 0      |
| Totale carriera | Totale carriera  | Totale carriera | 31         | 1          |                 | 2               | 0               |                    | -                  | -                  |             | -           | -           | 33     | 1      |
| gen.-giu. 2023  | Real Oviedo      | SD              | 6          | 0          | CR              | 0               | 0               | -                  | -                  | -                  | -           | -           | -           | 6      | 0      |
| Totale carriera | Totale carriera  | Totale carriera | 179        | 13         |                 | 20              | 1               |                    | -                  | -                  |             | -           | -           | 199    | 14     |